# Sweet Water Village
Sweet Water Village es un lugar designado por el censo ubicado en el condado de Pinal en el estado estadounidense de Arizona. En el Censo de 2010 tenía una población de 83 habitantes y una densidad poblacional de 40,06 personas por km².

## Geografía
Sweet Water Village se encuentra ubicado en las coordenadas 33°7′12″N 111°50′16″O / 33.12000, -111.83778. Según la Oficina del Censo de los Estados Unidos, Sweet Water Village tiene una superficie total de 2.07 km², de la cual 2.07 km² corresponden a tierra firme y (0%) 0 km² es agua.

## Demografía
Según el censo de 2010, había 83 personas residiendo en Sweet Water Village. La densidad de población era de 40,06 hab./km². De los 83 habitantes, Sweet Water Village estaba compuesto por el 1.2% blancos, el 0% eran afroamericanos, el 97.59% eran amerindios, el 0% eran asiáticos, el 0% eran isleños del Pacífico, el 0% eran de otras razas y el 1.2% pertenecían a dos o más razas. Del total de la población el 19.28% eran hispanos o latinos de cualquier raza.